# Навчальний центр Національної гвардії України
Навчальний центр імені Василя Вишиваного (НЦ НГУ, в/ч 3007) — навчальний підрозділ у складі Національної гвардії України.

## Історія
23 січня 2018 року в Навчальному центрі було розпочато навчання фахівців інженерно-саперного фаху з метою отримання робітничої професії «Сапер (розмінування)».
24 січня 2018 року до навчального центру завітали Група радників з питань доктрини і освіти (DEAG) Офісу оборонного співробітництва при Посольстві США в Україні на чолі з керівником групи підполковником Джоном Маклафліном та представники об’єднаної оперативної групи – Україна (UNIFIER) Збройних сил Канади на чолі з офіцером зв’язку з НГУ Офісу аташе з питань оборони при Посольстві Канади в Україні капітаном Джорданом Лапонтом.

## Структура
- Центр підготовки інструкторів
- навчальний батальйон (з підготовки інструкторів)
- стрілецький батальйон (резервний)
- військовий оркестр[4]

## Командування
- полковник Рачок Олександр Степанович (2005 —2012)
- полковник Плетко Костянтин Васильович (2012 —2013)[5]
- полковник  Кулик Михайло Вікторович (2013 —2023)[6]
- полковник Манько Андрій Васильович (2023)

## Відомі випускники
- Майор Пугач Ігор Олександрович (1979—2022) — Герой України (2024, посмертно)[7]